# Sébile

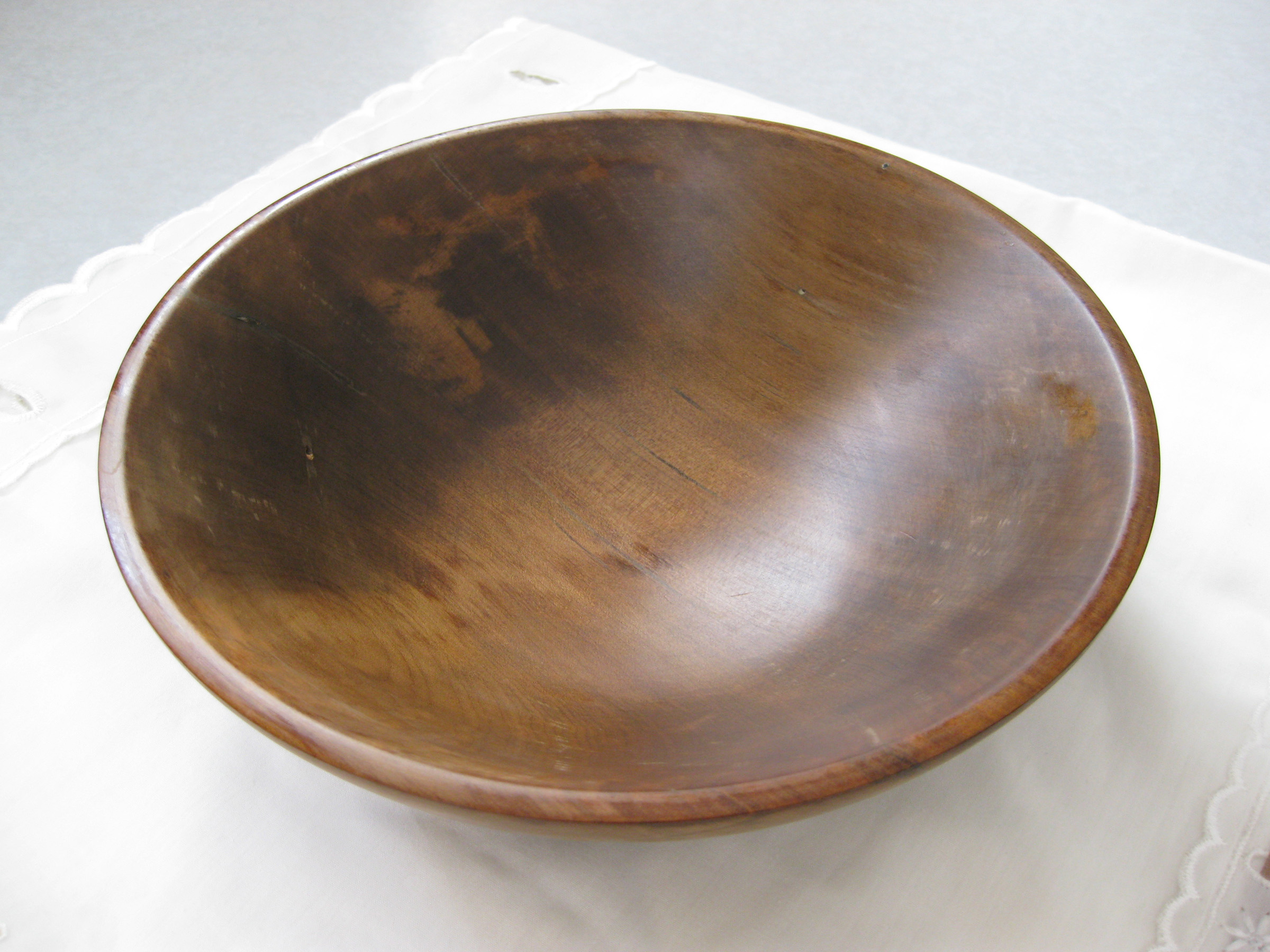
Sébile en bois.

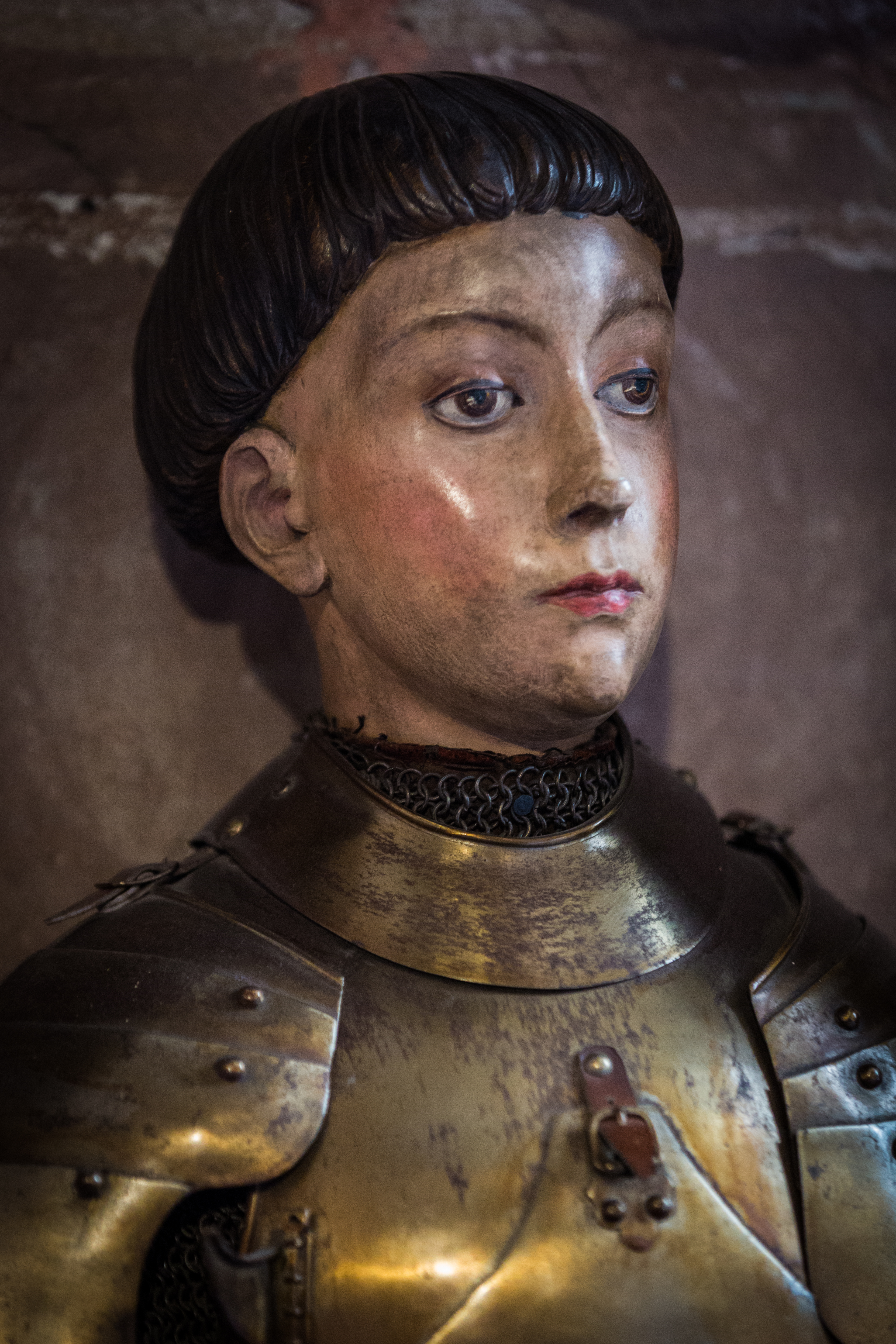
Représentation de Jeanne d'Arc portant une coupe en sébile (1937). Cathédrale Notre-Dame de Strasbourg, chapelle Sainte Catherine.

Une sébile (du latin cibus, « nourriture ») est un petit récipient en bois ou en terre, rond et creux. Il sert en particulier aux pauvres à recevoir l'aumône ou à collecter l'offrande lors d'une cérémonie religieuse.
Par métaphore, la « coupe en sébile » désigne la coupe au bol correspondant à des cheveux taillés en rond, la nuque et les tempes rasées au rasoir,.